# Nemoria extremaria
Nemoria extremaria là một loài bướm đêm trong họ Geometridae.